# 曼努埃尔·奥萨·恩苏埃·恩苏阿
曼努埃尔·奥萨·恩苏埃·恩苏阿（西班牙語：Manuel Osa Nsue Nsua，1976年7月21日—）是赤道几内亚银行家和政治家，曾任国家银行行长。自2024年起担任赤道几内亚总理。

## 早年
奥萨于1976年7月21日出生在赤道几内亚恩索克-恩索莫安多姆-翁万。六岁时，他搬至西班牙与姐姐居住在马略卡岛帕尔马。他在西班牙获得学士学位后前往巴利阿里群岛大学学习商业科学和经济学。他靠着自身的努力获得这两个学位，并在庞培法布拉大学继续深造，后于2005年取得财务管理和企业会计硕士。

## 职业生涯
毕业后，奥萨在巴利阿里群岛自治区经济总局短暂任职。随后，他在2005年进入桑坦德银行工作。在帕尔马分行任职期间，他从客户经理升至执行董事，最后成为分行总经理。他担任总经理时不仅负责监管银行在四个区域的运营，还协助马德里办事处做出决策。
2012年，奥萨回国担任赤道几内亚国家银行首席执行官。这家银行总部位于马拉博是该国唯一一间私营银行。他接手时银行正在破产边缘，但他力挽狂澜让银行起死回生，因此被《年轻非洲》称为银行的「救星」。身为银行首席执行官和总经理，他大力推行扩张政策。2017年，银行分行达22家，并在西班牙设立了首家办事处。2019年，国家银行办事处几乎遍布全国。除了领导国内业务外，他还是喀麦隆办事处的董事会成员。
2016年，全球银行及金融奖将奥萨评为赤道几内亚年度银行首席执行官，其领导的赤道几内亚国家银行也被评为该国年度银行。2017年，《银行家》也将赤道几内亚国家银行评为赤道几内亚年度银行，以表彰奥萨在市场动荡时期，仍能领导国家银行保持稳定。2019年，他获得《非洲银行家》（African Banker）颁发的奖项。2022年，赤道几内亚国家银行再次被《银行家》评为赤道几内亚年度银行。2020年，他成为赤道几内亚国家银行商学院董事会主席。
2024年8月16日，总统特奥多罗·奥比昂·恩圭马·姆巴索戈任命奥萨为赤道几内亚总理接替前几周因无能而辞职的曼努埃拉·罗卡·博泰。总统表示奥萨将负责行政协调工作。他上任时赤道几内亚正处于经济危机时期。